# Tagebau Klettwitz-Nord
Der Tagebau Klettwitz-Nord   war ein Braunkohlentagebau im Lausitzer Braunkohlerevier im heutigen Süd-Brandenburg, der von 1988 bis 1992 existierte. Das Tagebaufeld befand sich südlich der Gemeinde Lichterfeld im Bereich des heutigen Bergheider Sees. Er wurde nach der Gemeinde Klettwitz im heutigen Landkreis Oberspreewald-Lausitz benannt.

## Geschichte
Der Tagebau Klettwitz-Nord wurde im Jahre 1988 erschlossen. Den Planungen nach sollte er den sich im Auslaufen befindlichen Tagebau Klettwitz ersetzen. Er sollte hauptsächlich der Versorgung mit Rohkohle der Brikettfabriken des Braunkohleveredlungswerkes Lauchhammer, kurz BVL, und eine Teilversorgung der Brikettfabriken in Brieske und Senftenberg gewährleisten. Zum Einsatz kam eine Förderbrücke F60 in Verbindung mit zwei Eimerkettenbaggern Es 3750.
Nachdem man zunächst im Jahre 1981 bereits mit der Entwässerung des vorgesehenen Tagebaufeldes begonnen hatte,  begann man ab 1984 zunächst mit der Ausbaggerung eines Aufschlussgrabens. Bereits 1988 konnte die erste Rohkohle in Klettwitz-Nord gewonnen werden. Südlich von Lichterfeld richtete man den Montageplatz für die Tagebautechnik mit Förderbrücke und Eimerkettenbaggern ein. Für die Ausbaggerung der Einsatzstrosse kam ein aus dem Tagebau Meuro eigens umgesetzter Eimerkettenbagger Es 1500 zum Einsatz. Diese Arbeiten war im Dezember 1990 abgeschlossen und die Förderbrücke konnte nach ihrer Montage in die Einsatzstrosse umgesetzt werden. Die Einsatzstrosse lag etwa 28 Meter tiefer als der Montageplatz. Im Februar 1991 nahm die F 60 zusammen mit zunächst nur einem Eimerkettenbagger Es 3750 ihre Arbeit auf. Im Mai desselben Jahres folgte dann auch der zweite Eimerkettenbagger. Der Förderbrücke vorgeschaltet war ein Vorschnittbetrieb mit Bandförderung. Zur Gewinnung der eigentlichen Rohkohle kamen zwei Schaufelradbagger vom Typ SRs 1000 und zwei Eimerkettenbagger ERs 710 zum Einsatz.
Ende des Jahres 1991 war der Tagebau Klettwitz-Nord mit allen Betriebsabteilungen voll einsatzfähig. Infolge der Wende wurden nun allerdings die Brikettfabriken und Kraftwerke im Raum Lauchhammer geschlossen und der Bedarf an Rohkohle sank drastisch. Im Verlauf des Jahres 1992 wurden sämtliche Betriebsabteilungen des Tagebaus stillgesetzt. Die Stillsetzung der Förderbrücke erfolgte dann im Juni 1992. Im Dezember 1992 wurde dann schließlich die letzte Kohle im Tagebau Klettwitz-Nord gefördert.

## Abraumförderbrücke des Tagebaus
| Im Einsatz befindliche Abraumförderbrücke des Tagebaus Klettwitz | Im Einsatz befindliche Abraumförderbrücke des Tagebaus Klettwitz | Im Einsatz befindliche Abraumförderbrücke des Tagebaus Klettwitz | Im Einsatz befindliche Abraumförderbrücke des Tagebaus Klettwitz | Im Einsatz befindliche Abraumförderbrücke des Tagebaus Klettwitz |
| Typ                                                              | Einsatzorte                                                      | Betrieb                                                          | Abraumbewegung                                                   | Bemerkungen                                                      |
| ---------------------------------------------------------------- | ---------------------------------------------------------------- | ---------------------------------------------------------------- | ---------------------------------------------------------------- | ---------------------------------------------------------------- |
| Typ F 60, Nr. 36                                                 | Tagebau Klettwitz-Nord                                           | 1991–1992                                                        | 27,4 Mio. m³                                                     | Stillsetzung am 30. Juni 1992                                    |

## Nachnutzung
Die im Tagebau genutzte Förderbrücke F 60 wurde im Jahre 2000 aus dem Tagebau gefahren und nahe der Ortschaft Lichterfeld abgestellt. Als Besucherbergwerk Abraumförderbrücke F60 wurde sie zu einem Projekt der Internationale Bauausstellung Fürst-Pückler-Land und dient heute der Erinnerung und Aufarbeitung der langen Bergbaugeschichte in der Region. Das Gelände des Besucherbergwerks ist zudem Schauplatz diverser Konzerte und Festivals.
Infolge der Flutung des Tagebaurestloches vom 1. September 2001 bis zum 19. Mai 2014 entstand der Bergheider See, welcher nach der dem Tagebau zum Opfer gefallenen Ortschaft Bergheide benannt ist. Er ist Teil der Lausitzer Seenlandes.

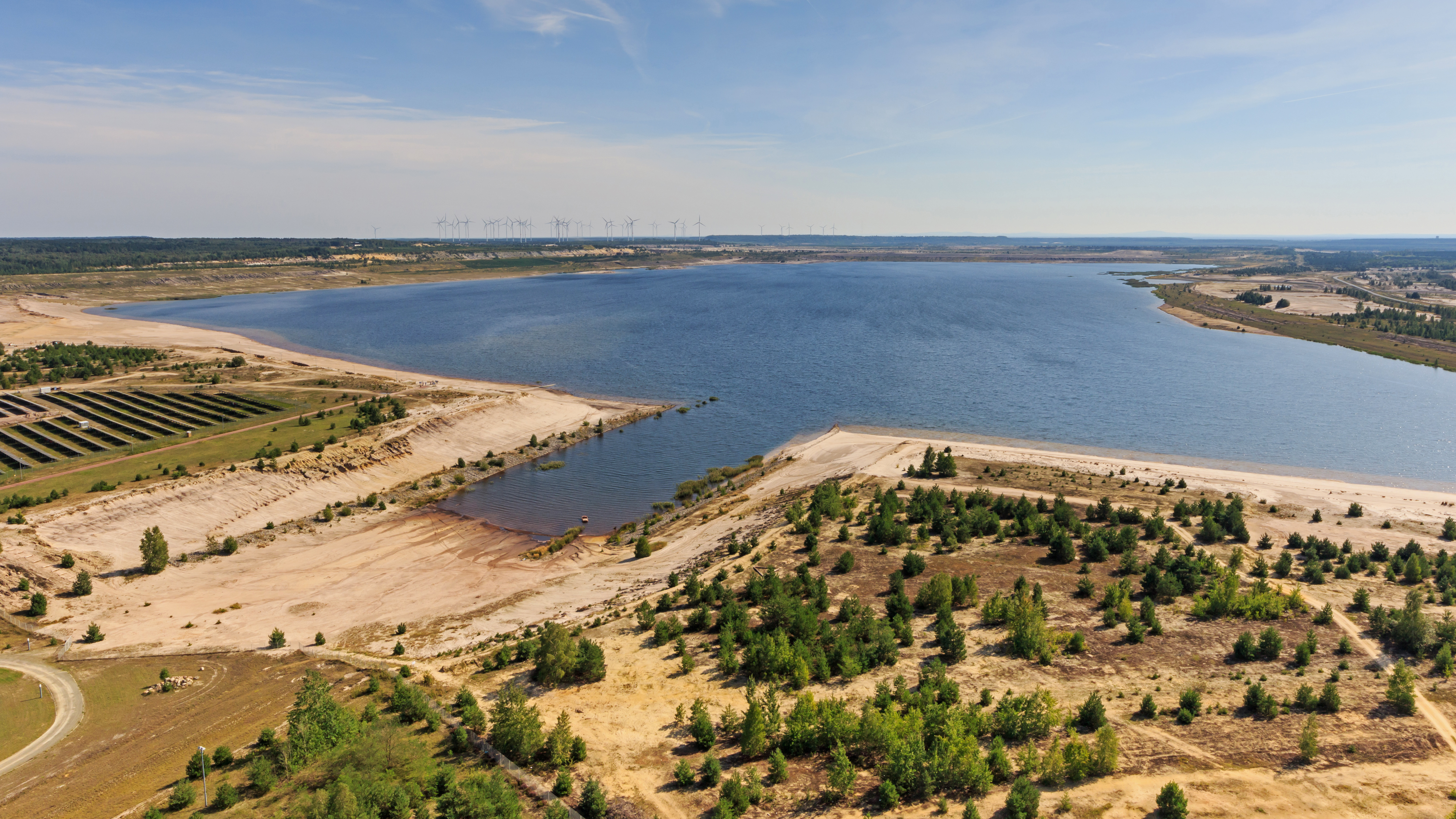
Bergheider See (2015)
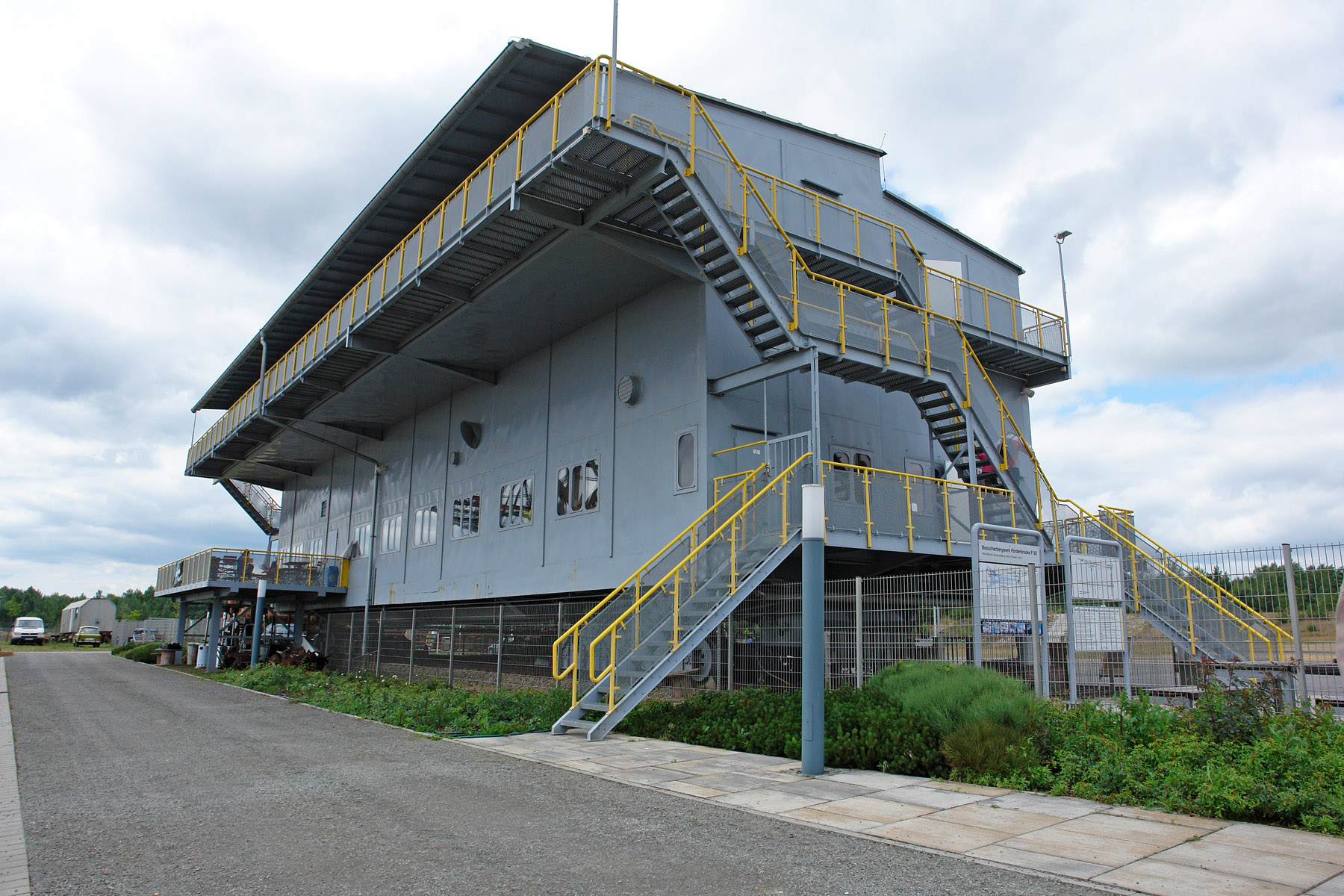
Besucherzentrum des Besucherbergwerk Abraumförderbrücke F60.
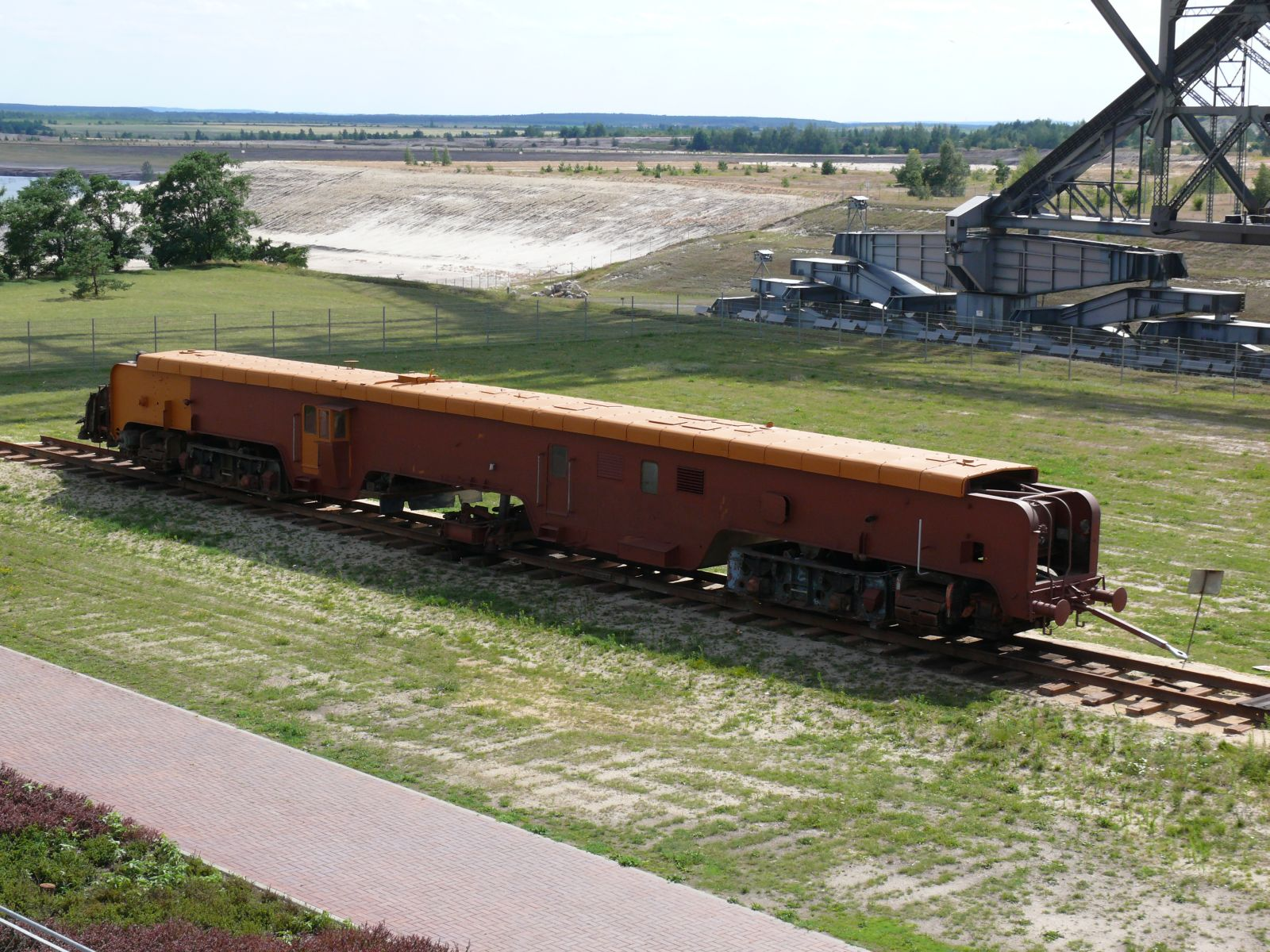
Gleisrückmaschine
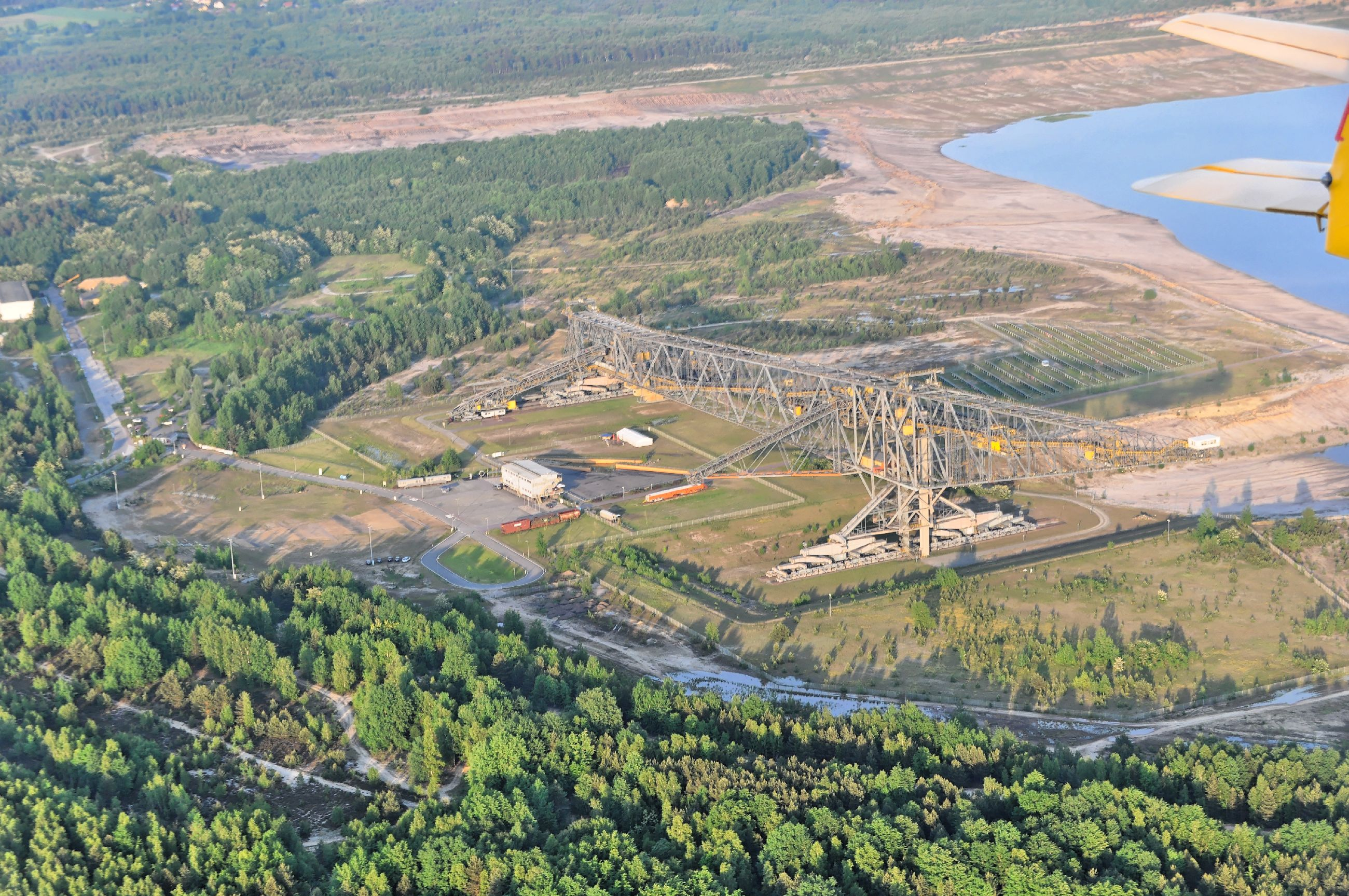
Das Besucherbergwerk aus der Luft.

## Umgesiedelte Ortschaften
Im Zuge des Braunkohleabbaus im Tagebau Klettwitz-Nord wurde die Ortschaft Bergheide 1987/88 abgebaggert und umgesiedelt. Die bereits teilweise umgesiedelte Ortschaft Klingmühl wurde aufgrund der Stilllegung des Tagebaus nicht abgebaggert.